# Corpse Party
Corpse Party (コープスパーティー, Kōpusu Pātī) es una serie de videojuegos de terror y aventura creada por Makoto Kedōen y desarrollada por Team GrisGris. El primer juego es de estilo RPG y fue lanzado en 1996 para PC-9801. Este fue seguido por dos remakes: Corpse Party: Blood Covered, que se publicó para Windows el 8 de marzo de 2008; y Corpse Party: BloodCovered: ...Repeated Fear, lanzado para PSP el 12 de agosto de 2010, y para iOS el 9 de febrero de 2012.
El juego se distribuyó en América del Norte y Europa bajo el título Corpse Party. El 30 de julio de 2015 se publicó otra versión para Nintendo 3DS que incluía un capítulo extra no presente en las anteriores ediciones. Corpse Party: Book of Shadows es una secuela de BloodCovered para PSP, publicada el 1 de septiembre de 2011 en Japón, y el 15 de enero de 2013 en América del Norte. También se creó un spin-off llamado Corpse Party the Anthology: Sachiko no Ren’ai Yūgi Hysteric Birthday 2U, que se publicó para PSP en Japón el 2 de agosto de 2012. Más tarde se hizo una secuela para Book of Shadows, llamada Corpse Party: Blood Drive, publicada el 24 de julio de 2014 en Japón y el 20 de octubre de 2015 en Europa.
Otra secuela titulada Corpse Party 2: Dead Patient fue desarrollada para PC por GrindHouse. Se publicó en varios episodios por separado, el primero de ellos salió a la venta el 24 de julio de 2013.
La saga ha causado la creación de varios manga, un anime, obras para la radio, atracciones para parques temáticos y una película.

## Sistema de juego

### Versión original
Corpse Party (1996), el primer juego de la saga, es un videojuego tipo RPG de terror y aventura. El jugador ve a los personajes desde una perspectiva aérea y deberá explorar la escuela encantada para conseguir escapar. Los personajes interactúan con objetos de su entorno, recogiendo ítems, leyendo cartas o hablando a espíritus para avanzar.
El videojuego no tiene capítulos como las versiones recientes. El jugador deberá explorar la escuela con los 5 personajes: Satoshi Mochida, Yuka Mochida, Naomi Nakashima, Yoshiki Kishinuma y Ayumi Shinozaki, quienes están divididos en dos grupos. En el momento que el jugador desee y sea necesario, podrá cambiar al otro grupo tocando los pentagramas que hay por todo el juego. El jugador podrá interactuar con los objetos que hay en todo el juego, pero teniendo precaución al querer inspeccionar algo o al tomar decisiones, ya que podría meter al grupo en una situación de vida o muerte y, dependiendo la decisión o acción que tome, podrá causar la muerte de uno de los integrantes del grupo o salir con vida de la situación que se presenta, en este caso no habrá un "Final incorrecto o verdadero", dependiendo de los personajes que sobrevivan al final del juego, es el rango que el jugador obtendrá al concluir, también los personajes poseen puntos de daño (HP), que les permiten en limitadas ocasiones seguir vivos tras ser atacados por enemigos; si el HP llega a 0, se termina el juego.

### Blood Covered
Corpse Party (2008), el juego más popular de la saga, es un videojuego tipo RPG de terror y aventura. El jugador ve a los personajes desde una perspectiva aérea y deberá explorar la escuela encantada para conseguir escapar. Los personajes interactúan con objetos de su entorno, recogiendo ítems, leyendo cartas o hablando a espíritus para avanzar.
El videojuego está dividido en cinco capítulos. Cada uno de ellos se centra en personajes diferentes y presenta finales diferentes dependiendo de las decisiones que tome el jugador: un "Final Verdadero", necesario para superar el capítulo; y varios "Finales Incorrectos" (Wrong Ends) que suceden cuando el jugador hace alguna acción incorrectamente, lo que suele llevar a la muerte de uno o más protagonistas. Los personajes también poseen puntos de daño (HP), que les permiten en limitadas ocasiones poder seguir vivos tras ser atacados por enemigos; si el HP llega a 0, se obtiene un Wrong End. Se pueden desbloquear diez capítulos extra, que permiten conocer mejor a los personajes y la historia del juego.

## Historia
Corpse Party (2008) se ambienta principalmente en Heavenly Host Elementary School (天神小学校 Tenjin Shōgakkō?) (天神小学校, Tenjin Shōgakkō?), una escuela que fue cerrada década atrás debido a los asesinatos y desapariciones de algunos de los estudiantes. En la actualidad, otra escuela llamada Kisaragi Academy (如月学園 Kisaragi Gakuen?) se alza sobre los cimientos de Heavenly Host. En una noche de tormenta, un grupo de estudiantes y una profesora se reúnen en la escuela Kisaragi para invocar el hechizo Sachiko Ever After (幸せのサチコさん Shiawase no Sachiko-san?), que supuestamente les haría amigos para siempre. Justo después de hacerlo, un terremoto repentino les transporta a un mundo alternativo, quedando encerrados en una versión deteriorada y maldita de la escuela Heavenly Host, donde encontrarán numerosos peligros mortales a los que deberán sobrevivir. Por si no fuera poco, los personajes quedan repartidos por diferentes lugares de la escuela, y a su vez en diferentes dimensiones y periodos de tiempo, de modo que deberán encontrar la manera de reunirse para poder regresar a casa.
Uno de los protagonistas es Satoshi Mochida, un estudiante tímido pero amable, que es objeto de burla por su naturaleza cobarde. Muchos de los otros personajes van a la clase de Satoshi: Naomi Nakashima, una amiga de la infancia de Satoshi; Yoshiki Kishinuma, un estudiante imponente pero de buen corazón; Ayumi Shinozaki, la delegada de clase; Sakutaro Morishige, un personaje que no se asustará de los peligros de la escuela; Seiko Shinohara, una estudiante afable y energética; y Mayu Suzumoto, que es miembro del club de teatro y tiene un gran corazón. Yuka Mochida es la hermana pequeña de Satoshi, a la que intentará encontrar durante el juego. También queda encerrada la profesora de los estudiantes, Yui Shishido, que lo dará todo para salvarlos. Todos ellos deberán seguir pistas para conseguir más información sobre el misterio de Heavenly Host y poder escapar.
Esta versión de la historia (y BloodCovered: ...Repeated Fear) es una ampliación de la historia original de Corpse Party de 1996, con gráficos mejorados, más personajes y una trama mejor construida.

### Book of Shadows
Book of Shadows no sigue una historia lineal, es simplemente una serie de capítulos que permiten contextualizar mejor la historia de Heavenly Host y las vidas de los protagonistas de BloodCovered, sobre todo aquellos cuyos papeles fueron más secundarios (como Mayu, Morishige o Yui). Los hechos de Book of Shadows suceden tras uno de los Wrong Ends de BloodCovered, donde los personajes son llevados atrás en el tiempo hasta antes de hacer el hechizo, pero les borra la memoria a todos menos a Satoshi, que por accidente acaba permitiendo que vuelvan a ser transportados a Heavenly Host.
El prólogo del juego, Blood Drive, sirve de introducción para la secuela epónima. Dos semanas después de escapar de Heavenly Host, Ayumi y Naomi deciden ir al lugar de nacimiento de Sachiko para poder revivir a los amigos que murieron mientras estaban atrapados. Ayumi descubrirá que es familiar de Sachiko, y encontrará el Libro de las Sombras (Book of Shadows). Con el contenido del libro intentarán hacer un hechizo de resurrección, que fallará y hará que el libro se vuelva en su contra.

### Corpse Party the Anthology: Sachiko's Game of Love - Hysteric Birthday 2U
En el cumpleaños de Sachiko, la maldición sobre ella se debilita, lo que le permite celebrar una fiesta con aquellos encerrados en Heavenly Host. Utilizará loops temporales para forzar a los personajes a participar en las actividades de su fiesta. En el juego aparecen casi todos los personajes de juegos anteriores y se introducirán también algunos nuevos. Aunque se trata de un spin-off, la historia se utilizará para Corpse Party: Blood Drive.

### Blood Drive
Corpse Party: Blood Drive es la secuela de Book of Shadows, y es el primer juego de la saga con gráficos 3D. Se puso a la venta para PlayStation Vita en Japón en julio de 2014. Aunque los personajes son figuras 3D, también aparecen ilustraciones de Sakuya Kamishiro.
Tras los sucesos de Book of Shadows, Naomi consigue salvar a Ayumi y la lleva a un hospital (cae enferma por culpa del mal uso de la magia negra). En el hospital, una mujer que dice ser una socia espiritual de Hinoe visita a Ayumi. Esta mujer pertenece al Instituto Wiccan, una organización dedicada a la adoración de los espíritus. Le dice que el último deseo de Hinoe es recuperar el Libro de las Sombras para que no se produzca el fin del mundo. Esto es en parte mentira, porque la mujer está bajo presiones para que Ayumi consiga el libro para el beneficio de otras organizaciones.
Después de salir del hospital, Ayumi vuelve a la Academia Kisaragi, donde Satoshi y sus amigos le dan la bienvenida. Aun así, la ausencia de sus amigos muertos es un recordatorio constante de su horrible pasado. Una nueva asistente del profesor, Kuon Niwa, supervisa su aula. Más tarde, de camino a casa, una figura encapuchada se acerca a Ayumi y le dice, "Si recuperas el Libro de las Sombras y lo usas en Heavenly Host, aquellos que murieron serán revividos". Ayumi consigue una vez más el Libro de Sombras para salvar a sus amigos muertos, lo que llevará a los personajes a embarcarse en una nueva aventura no falta de peligros.

## Productos de Corpse Party
| Título                                                                     | Desarrollador       | Editor        | Plataforma                    | Fecha de lanzamiento    | Fecha de lanzamiento    | Fecha de lanzamiento    |
| Título                                                                     | Desarrollador       | Editor        | Plataforma                    | Japón (JP)              | América del Norte (NA)  | Europa (UE)             |
| -------------------------------------------------------------------------- | ------------------- | ------------- | ----------------------------- | ----------------------- | ----------------------- | ----------------------- |
| Corpse Party                                                               | Team GrisGris       | Kenix Blando  | NEC PC-9801                   | 22 de abril de 1996     |                         |                         |
| Corpse Party BloodCovered                                                  | Team GrisGris       | Team GrisGris | Windows 2000, XP, Vista, 7, 8 | 8 de marzo de 2008      | 25 de abril de 2016     |                         |
| Corpse Party: BloodCovered: ...Repeated Fear                               | Team GrisGris, 5pb. | 5pb.          | PlayStation Portátil          | 12 de agosto de 2010    | 22 de noviembre de 2011 | 14 de diciembre de 2011 |
| Corpse Party: BloodCovered: ...Repeated Fear                               | Team GrisGris, 5pb. | 5pb.          | iOS                           | 9 de febrero ,de 2012   | 14 de agosto de 2012    | 14 de agosto de 2012    |
| Corpse Party: BloodCovered: ...Repeated Fear                               | Team GrisGris, 5pb. | 5pb.          | Nintendo 3DS                  | 30 de julio de 2015     |                         |                         |
| Corpse Party: Book of Shadows                                              | Team GrisGris, 5pb. | 5pb.          | PlayStation Portátil          | 1 de septiembre de 2011 | 15 de enero de 2013     | 23 de enero de 2013     |
| Corpse Party: Book of Shadows                                              | Team GrisGris, 5pb. | 5pb.          | iOS                           | 17 de diciembre de 2013 |                         |                         |
| Corpse Party: The Anthology: Sachiko no Ren’ai Yūgi ♥ Hysteric Birthday 2U | Team GrisGris, 5pb. | 5pb.          | PlayStation Portátil          | 2 de agosto de 2012     |                         |                         |
| Corpse Party 2: Dead Patient                                               | GrindHouse          | GrindHouse    | PC                            | 29 de mayo de 2013      |                         |                         |
| Corpse Party: Blood Drive                                                  | Team GrisGris, 5pb. | 5pb.          | PlayStation Vita              | 24 de julio de 2014     | 13 de octubre de 2015   | 20 de octubre de 2015   |

| Título                                                      | Autor         | Ilustrador         | Editor        | Revista(s) | Volúmenes         | Duración                         |
| ----------------------------------------------------------- | ------------- | ------------------ | ------------- | --- | ----------------- | -------------------------------- |
| Corpse Party BloodCovered                                   | Makoto Kedōin | Toshimi Shinomiya  | Square Enix   | Gangan Powered,Gangan Joker                                                                                           | 10 (47 capítulos) | Agosto de 2008 – octubre de 2012 |
| Corpseparty; Musume                                         | Makoto Kedōin | Mika Orii          | Media Factory | Monthly Comic Alive                                                                                                   | 3 (20 capítulos)  | Agosto de 2010 – julio de 2012   |
| Corpse Party: Another Child                                 | Makoto Kedōin | Shunsuke Ogata     | Mag Jardín    | Monthly Comic Blade                                                                                                   | 3 (17 capítulos)  | Agosto de 2011 – febrero de 2013 |
| Corpse Party: Book of Shadows                               | Makoto Kedōin | Mika Orii          | Media Factory | Monthly Comic Alive                                                                                                   | 3 (24 capítulos)  | Agosto de 2012 – marzo de 2014   |
| Corpse Party: Sachiko no Ren'ai Yūgi ♥ Hysteric Birthday 2U | Makoto Kedōin | Tsubakurou Shibata | Enterbrain    | Famitsu Comic Clear (enlace roto disponible en Internet Archive; véase el historial, la primera versión y la última). | 2 (12 capítulos)  | Junio de 2013 – enero de 2015    |
| Corpse Party Cemetery0 ~Kaibyaku no Ars Moriendi~           | Makoto Kedōin | Ichihaya           | Takeshobo     | Manga Life Win (enlace roto disponible en Internet Archive; véase el historial, la primera versión y la última).      | 2 (19 capítulos)  | Junio de 2013 – abril de 2014    |

| Título                                                       | Director        | Productor | Duración                  | Fecha de lanzamiento |
| ------------------------------------------------------------ | --------------- | --------- | ------------------------- | -------------------- |
| Corpse Party: Missing Footage                                | Akira Iwanaga   | Asread    | 11 minutos                | 2 de agosto de 2012  |
| Corpse Party: Tortured Souls -Bōgyakusareta Tamashī no Jukyō | Akira Iwanaga   | Asread    | 117 minutos (4 episodios) | 24 de julio de 2013  |
| Corpse Party (película)                                      | Masafumi Yamada |           |                           | 1 de agosto de 2015  |

## Corpse Party: Another Child
Este manga es un spin-off que tiene lugar durante los acontecimientos del Corpse Party original. La escuela Satsukiyama Academy (皐月山学園 Satsukiyama Gakuen?) se cierra, y sus estudiantes deberán tomar diferentes rumbos en la vida. Sin embargo, algunos decidirán hacer el hechizo Sachiko Ever After para seguir siendo amigos, lo que hará que toda la clase sea transportada a Heavenly Host.

## Banda sonora
La banda sonora de los videojuegos Corpse Party reúne creaciones de varios artistas. Algunos de los títulos más relevantes en cada juego son el opening para BloodCovered Repeated Fear, "Shangri-La" de Asami Imai y o el tema final, "Confutatis no Inori" de Artery Vein; el tema principal de Book of Shadows, "Hana no Saku Basho", también de Imai; y el opening de Blood Drive, "In the Rain" de Hara.
Los juegos incluyen una gran variedad de efectos de sonido, ricos y realistas, que dan a los juegos el ambiente de terror que se ve limitado por los gráficos.